# 15. Jahrhundert
Portal Geschichte | Portal Biografien | Aktuelle Ereignisse | Jahreskalender | Tagesartikel

◄ |
13. Jh. |
14. Jh. |
15. Jahrhundert
| 16. Jh.
| 17. Jh.
| ►

1400er |
1410er |
1420er |
1430er |
1440er |
1450er |
1460er |
1470er |
1480er |
1490er
Das 15. Jahrhundert begann am 1. Januar 1401 und endete am 31. Dezember 1500. Die Weltbevölkerung zu Beginn dieses Jahrhunderts wird auf 350 bis 374 Millionen Menschen geschätzt, während die Schätzungen für das Jahrhundertende zwischen 425 und 540 Millionen Menschen liegen.
Die europäischen Gesellschaften wurden immer differenzierter und wandelten sich. Die Renaissance und der Humanismus Italiens propagierten ein gewandeltes Menschenbild, bei dem der Mensch als Individuum im Zentrum stand. Die aufstrebende Geldwirtschaft und immer differenzierte Wirtschaftsstrukturen prägten die Ökonomie in den zahlreichen europäischen Reichen. Der damit einhergehende Bedeutungsverlust der Naturalwirtschaft und die Weiterentwicklung der Waffentechnik trugen zum Niedergang des Rittertums bei. Mit der Entdeckung der Seewege nach Amerika und Indien am Ende des Jahrhunderts läuteten Spanien und Portugal die europäische Expansion nach Übersee ein. Auch das Fürstentum Moskau und das Osmanische Reich am Rande Europas begannen ihre Expansion oder führten sie fort. Dem Wunsch vieler Gläubiger nach Wandel und Reform kam die römisch-katholische Kirche nicht entgegen.
Nach ihren großen maritimen Expeditionen zu Beginn des Jahrhunderts wandte sich das Ming-China in der zweiten Jahrhunderthälfte nach innen und zog sich hinter die von ihm errichtete Große Mauer zurück. Mit der Errichtung der Verbotenen Stadt bekam China mit Peking eine neue Hauptstadt. China und Korea wurden von einer starken Zentralmacht geprägt, hingegen zersplitterte die Macht in Japan nach dem Ōnin-Krieg in zahlreiche Feudalherrschaften, in denen die Samurai-Kultur gepflegt wurde. In Südostasien breiteten sich Buddhismus und Islam aus.
Auf dem amerikanischen Kontinent stiegen die Reiche der Inka und Azteken zu großen Regionalmächten auf. Sie errichteten große Städte, wie Tenochtitlán, und eine komplexe Infrastruktur zur Verwaltung ihrer Reiche. Handel und Tribute ermöglichten der Herrscherklasse ein luxuriöses Leben.

## Europa

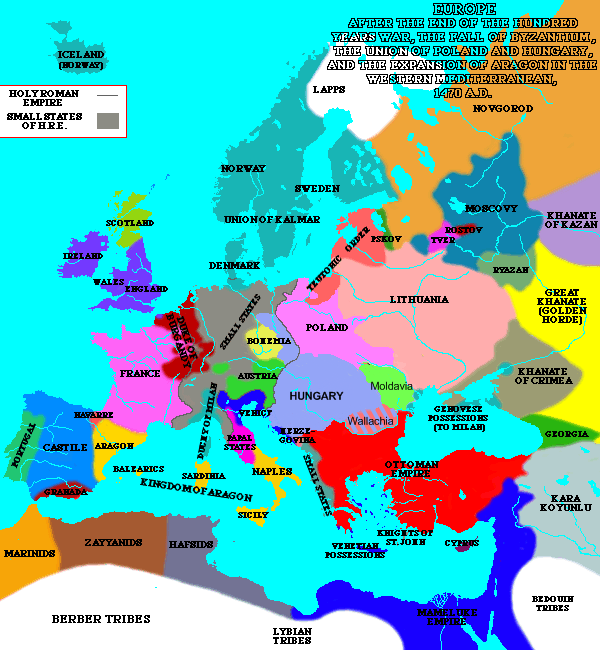
Europa um 1470

Im europäischen Kontext ist das 15. Jahrhundert ein Jahrhundert der Epochengrenzen. Ein Teil wird dem Spätmittelalter zugerechnet, der folgende Abschnitt der frühen Neuzeit. Abhängig von ihrem Untersuchungsfokus legen die Historiker die Grenze zwischen diesen beiden Epochen in die Mitte oder das Ende des Jahrhunderts. Ferner begann in Italien die Kulturepoche der Renaissance, die sich im 16. Jahrhundert auf große Teile Europas ausdehnte. Europa war in zahlreiche christlich geprägte Herrschaftsbereiche unterschiedlicher Größe und Struktur geteilt. Die größeren Territorien waren zentralistische Königreiche, wie England, Frankreich, Burgund, Spanien und Portugal. Das Heilige Römische Reich erstreckte sich in der Mitte Europas. In Mittel- und Osteuropa hatte die Polnisch-Litauischen Union eine starke Stellung, während das Großherzogtum Moskau seine Machtstellung in Osteuropa ausbaute. Südosteuropa wurde zunehmend von den muslimischen Osmanen geprägt, die in Europa über eine überwiegend christliche Bevölkerung herrschten.

### Zentraleuropa
Der größte Teil Zentraleuropas war Teil des Heiligen Römischen Reiches. Die Gebiete südlich der Alpen und einige Gebiete im Westen wurden nur noch formal als ein Teil des Reiches angesehen. Das Reich war faktisch ein Verbund zahlreicher weltlicher und geistlicher Fürstentümer, kleiner Herrschaftsgebiete und Städte. Diese Reichsstände hatten einen hohen Grad an Autonomie, der jedoch im Einzelfall sehr unterschiedlich ausgeprägt war. Bedingt durch die Struktur des Reiches und ihre geringe Hausmacht hatten die Könige im Reich nur eine sehr geringe Durchsetzungskraft. Insbesondere in der ersten Jahrhunderthälfte gelang es ihnen kaum, zwischen den unterschiedlichen Interessen des Reiches zu vermitteln. Im ganzen Reich führten die Reichsstände zahlreiche Kriege miteinander. Die stetigen Bemühungen um eine Reichsreform trugen erst im letzten Jahrzehnt Früchte. Der vereinbarte ewige Landfriede konnte die Auseinandersetzungen, wenn auch mit einiger Verzögerung verringern. Ferner wurden Institutionen wie der Reichstag und das Reichsgericht vereinbart, die einen Ordnungsrahmen für das Reich schafften. Dennoch behielten die Reichsstände ihre hohe Autonomie.
Mit der Krönung Albrechts II. im Jahr 1438 zum römisch-deutschen König lösten die Habsburger die Luxemburger als Königsdynastie ab. Ab dem Jahr 1452 stellten die Habsburger und die Habsburg-Lothringer mit einer Ausnahme die Kaiser des Heiligen Römischen Reiches bis zu dessen Ende im Jahr 1806. Gleichzeitig begann ihr Aufstieg zu einer der Großmächte Europas, die die folgenden Jahrhunderte prägten.
Wie in ganz Europa so nahmen auch in Zentraleuropa die nationalistischen Tendenzen zu. Der Name des Heiligen Römischen Reiches wurde nördlich der Alpen zunehmend um den Zusatz der deutschen Nation ergänzt. Obwohl sie formal noch Teil des Reiches war, agierte die Schweizer Eidgenossenschaft, die ihr Territorium um das Tessin erweiterte, weitgehend unabhängig von diesem. Auch in Böhmen und Mähren erreichte die hussitische Bewegung eine weitgehende Unabhängigkeit vom Reich. Der Versuch König Sigismunds, die Kontrolle über die ehemalige böhmische Hausmacht seiner Dynastie wiederzuerlangen und seine Glaubensvorstellungen in den beiden Reichsteilen zu etablieren, scheiterte mit seinen Niederlagen in den Hussitenkriegen. Neben den religiösen Anliegen förderten die Hussiten die Stellung der tschechischen Bevölkerung. Die Auseinandersetzungen zwischen der deutschsprachigen meist höhergestellten Minderheit und der tschechischen Mehrheit erreichten einen Höhepunkt mit dem Auszug der deutschsprachigen Professoren und Studenten aus der Prager Universität.

### West- und Südeuropa

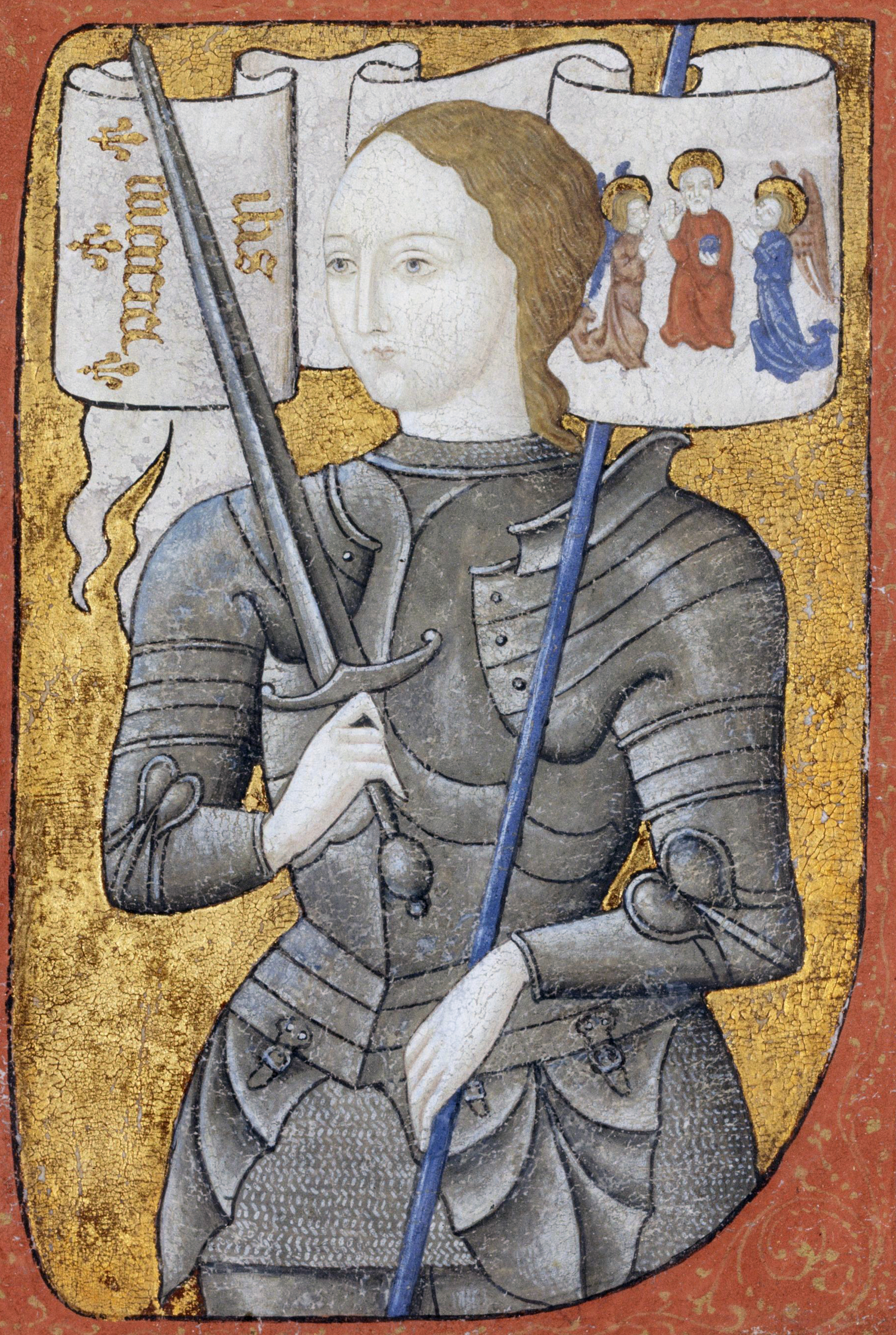
Jeanne d’Arc (Miniaturmalerei eines unbekannten Malers, zweite Hälfte des 15. Jahrhunderts)

Zu Beginn des Jahrhunderts war der Hundertjährige Krieg, den die Franzosen und Engländer um die französische Königskrone seit dem vorherigen Jahrhundert ausfochten, zu Ruhe gekommen. Nachdem Heinrich V. die englische Krone von seinem schwachen Vorgänger übernommen hatte, nahm er die Eroberung Frankreichs wieder auf. Der englische Sieg in der Schlacht von Azincourt war der Auftakt einer großen Eroberungswelle Nordfrankreichs, der der schwache französische König wenig entgegensetzen konnte. Begünstigt wurde der englische Siegeszug durch ihre Allianz mit den Burgundern. Deren Herzöge waren Verwandte und formal die wichtigsten Vasallen des französischen Königs. Aufgrund ihrer Differenzen mit dem französischen Königshaus unterstützten sie die Engländer zuerst passiv und dann auch aktiv. Im Jahr 1429 wurden die Engländer durch den Tod Heinrichs V. geschwächt. Gleichzeitig stärkte Jeanne d’Arc, ein französisches Bauernmädchen, die Stellung der französischen Krone und motivierte die französischen Truppen mit ihren religiösen Visionen. Ab diesem Zeitpunkt eroberten die Franzosen die von den Engländern besetzten Gebiete zurück. Der französische Siegeszug wurde durch den Seitenwechsel der Burgunder zu den Franzosen im Jahr 1435 gestärkt.
Das Herzogtum Burgund, das zuvor Flandern und Brabant erworben hatte, scheiterte in den 1470er Jahren mit dem Versuch, sein Territorium durch Kriege auszudehnen. Durch einen Ehevertrag erwarben die Habsburger das Herzogtum Burgund. Nach heftigen Auseinandersetzungen mit den französischen Königen erhielten die Habsburger Flandern und Brabant, während die französischen Könige einen großen Teil der anderen Gebiete Burgunds bekamen. Die Habsburger Expansion an der Grenze Frankreichs war eine Wurzel der französisch-habsburgischen Konflikte, die die europäische Politik der nachfolgenden Jahrhunderte maßgeblich beeinflusste. Die Machtstellung der französischen Könige wurde durch den Erwerb der Provence gestärkt.
In England brachen nach dem verlorenen Hundertjährigen Krieg Thronstreitigkeiten aus, die zwischen den Adelshäusern Lancaster und York sowie ihren Verbündeten militärisch ausgefochten wurden. Die aufgrund der Wappen der Kriegsparteien Rosenkriege genannten Auseinandersetzungen endeten mit der Inthronisation des ersten Königs der Tudor-Dynastie, von der sich beide Kriegsparteien repräsentiert sahen. Hatte zu Beginn des Jahrhunderts das englische Parlament eine sehr starke Stellung gegenüber dem König, so gewann der Monarch bis zum Ende des Jahrhunderts signifikant mehr Macht.
Im 14. Jahrhundert waren Neapel und Mailand die großen Regionalmächte auf der Italienischen Halbinsel. Ihre Bedeutung ging zu Beginn des Jahrhunderts durch die Schwäche der Herrscherhäuser und militärische Niederlagen gegen Florenz und Venedig zurück. So bestimmten von der Mitte des Jahrhunderts fünf Hauptmächte Mailand, Venedig, Florenz, der Kirchenstaat und Neapel die Verhältnisse auf der Halbinsel. In den meisten Städten Norditaliens, die zuvor rein republikanisch organisiert waren, errang jeweils eine Familie die Vorherrschaft. Neben dem Einsatz von Gewalt festigten sie ihre Vormachtstellung, indem sie mit repräsentativen Bauten und Kunst ihre Macht zur Schau stellten. Zu Beginn des Jahrhunderts waren die Päpste durch das Große Abendländische Schisma und ihre Auseinandersetzung mit der konziliaren Bewegung in der Kirche geschwächt. Nachdem sie in der ersten Jahrhunderthälfte diese Schwäche überwunden hatten, legten sie einen starken Schwerpunkt ihrer Amtsführung auf die Machterhaltung im und die Machterweiterung des Kirchenstaates. Ihre Mittel Gewalt, Nepotismus und Prachtdarstellung unterschieden sich nicht von denen der anderen Herrscher Italiens. Insbesondere in der zweiten Jahrhunderthälfte herrschte zwischen den italienischen Mächten ein Gleichgewicht. Das Jahrhundert relativer italienischer Unabhängigkeit endete für mehrere Jahrhunderte im Jahr 1494 mit dem Einmarsch der Franzosen.

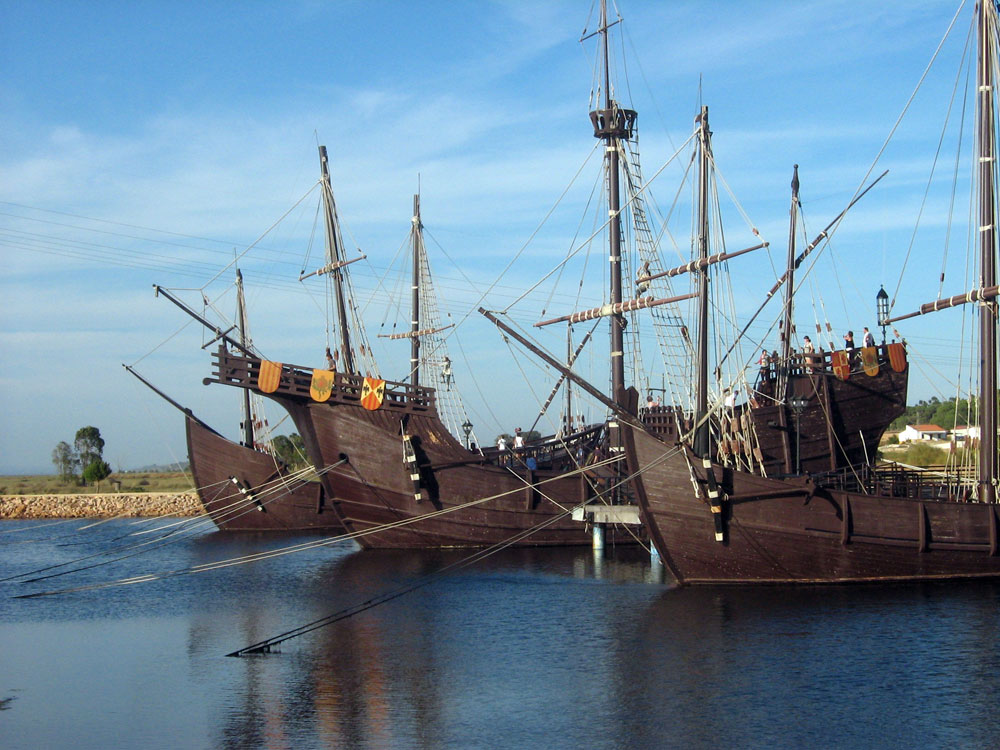
Nachbau der Schiffe des Kolumbus

Die Iberische Halbinsel dominierten die Königreiche Portugal, Kastilien und Aragon. Da Portugal es nicht für günstig hielt, auf der Iberischen Halbinsel zu expandieren, richtete es seinen Expansionsdrang auf Afrika. Für diesen Weg erwarb es durch einen Vertrag mit Kastilien die exklusiven Rechte. Im Laufe des Jahrhunderts fuhren portugiesische Schiffe immer weiter an der westafrikanischen Küste nach Süden und errichteten dort Handelsposten. Die Entdeckung des Seeweges nach Indien durch den Portugiesen Vasco da Gama am Ende des Jahrhunderts begründete endgültig den Status Portugals als Welthandelsmacht des 16. Jahrhunderts.
Das im Nordosten der Halbinsel gelegene Königreich Aragon dominierte im 15. Jahrhundert das westliche Mittelmeer, wobei ihm seine Herrschaft über die italienischen Inseln Sizilien und Sardinien sowie die vorübergehende Herrschaft über das Königreich Neapel half. In Kastilien, das in der Mitte der Halbinsel lag, setzten sich die Könige im Laufe des Jahrhunderts gegen den Adel durch. Die Hochzeit zwischen der kastilischen Königin Isabella und Ferdinand von Aragon im Jahr 1469 führte schließlich zur Vereinigung der Reiche und legte die Grundlagen für den spanischen Staat. Beide Regenten eroberten 1492 die letzte muslimische Exklave auf der Iberischen Halbinsel, Granada, und vollendeten somit die Reconquista. Im Wettlauf mit Portugal um die Entdeckung des Seeweges nach Indien, förderten sie die Seereisen von Christoph Kolumbus, der zunächst den Spaniern und dann allen Europäern den Seeweg zu den amerikanischen Kontinenten bekannt machte.
In allen iberischen Reichen verfestigte sich die Verbindung von Staat und katholischer Kirche. Die spanische Kirche baute einen gebildeten und einsatzbereiten Klerus auf. Ferner wurde die Inquisition, die sich vor allem gegen Juden und ehemalige Muslime richtete, verstärkt. Der Titel „Katholische Könige“, den der Papst den spanischen Königen verlieh, zeigte eine starke Vermischung von politischen und religiösen Auftrag der Regenten.

### Ost- und Südosteuropa

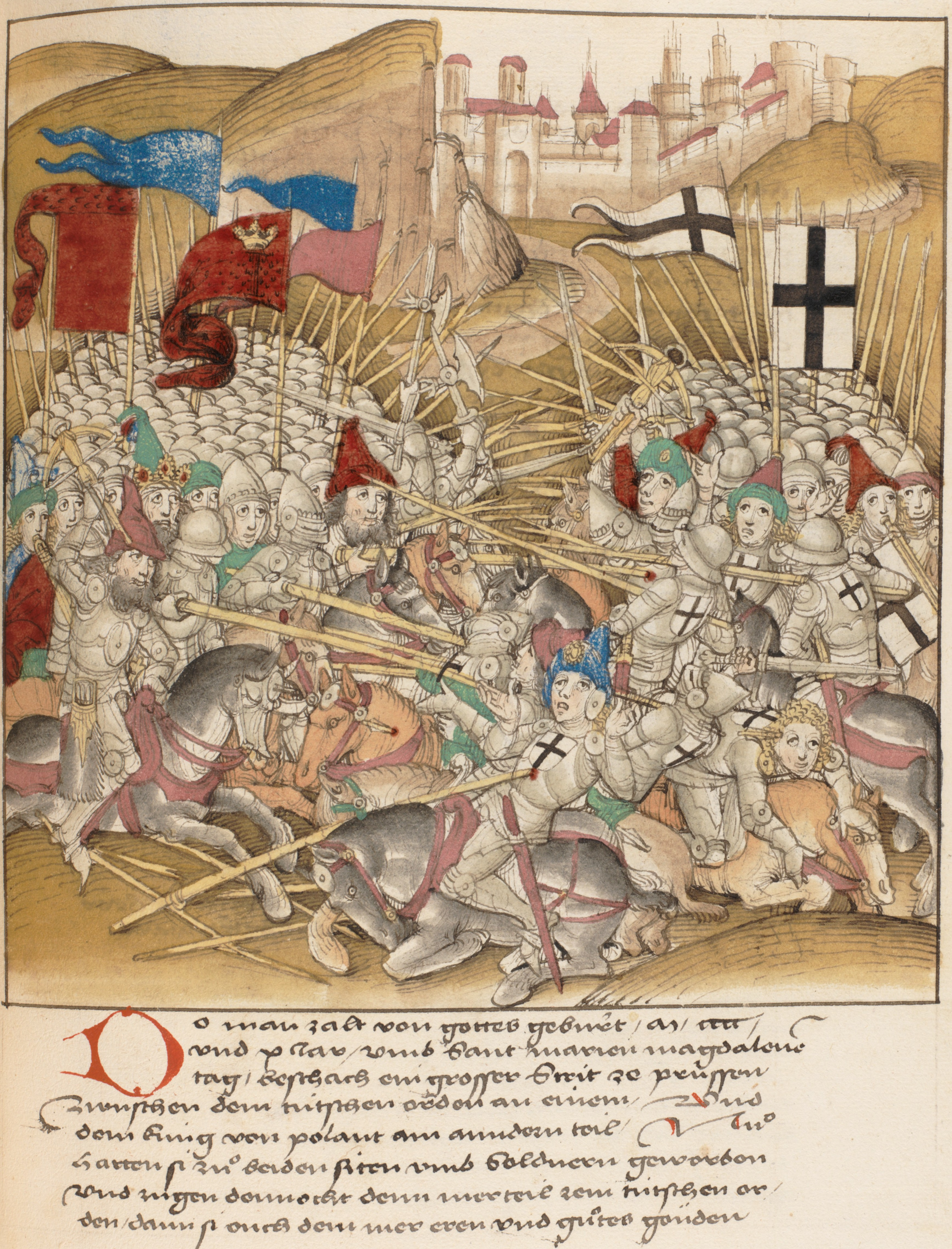
Schlacht bei Tannenberg

In Ostmitteleuropa war die Polnisch-Litauische Union eine bedeutende Regionalmacht. Sie übte zunehmend Druck auf den Deutschen Orden aus, dessen Kerngebiet an der Ostsee lag. Nach dem Sieg in der Schlacht bei Tannenberg und weiteren militärischen Siegen annektierte bis zur Jahrhundertmitte Polen-Litauen große Gebiete vom Orden. Ferner musste dieser die polnisch-litauische Lehnshoheit anerkennen. In der zweiten Jahrhunderthälfte errang der Adel gegenüber dem König zunehmend Macht. Eine Ausdehnung der Königsmacht auf Böhmen und Ungarn blieb eine kurze Episode am Jahrhundertende.
Unter den russischen Fürstentümern festigte sich die Vorherrschaft der Großfürsten von Moskau. Nach der Überwindung eines langen Thronfolgekriegs konnte Moskau unter Iwan III. viele umliegende russische Fürstentümer erobern oder anderweitig in Besitz nehmen. Zur wichtigsten Errungenschaft wurde die Eroberung der Republik Nowgorod. Auf diese Weise entstand ein zentralisiertes Russisches Reich, eine neue Großmacht in Osteuropa, die die jahrhundertealte Oberherrschaft der Tataren beim Stehen an der Ugra im Jahr 1480 abschütteln konnte. Das neue Reich beanspruchte als Bewahrer der Orthodoxie das kulturelle und politische Erbe der byzantinischen Kaiser (Drittes Rom), aber auch jene Gebiete der ehemaligen Kiewer Rus, die von Litauen beherrscht wurden. Durch die Schlacht an der Wedroscha im Jahr 1500 konnte es auf Kosten Litauens beträchtlich nach Süden und Südwesten wachsen.
Die Goldene Horde ging im 15. Jahrhundert durch zahlreiche interne Konflikte und spaltete sich in mehrere Staaten auf. Neben der Großen Horde entstanden das Khanat der Krim, das Khanat Kasan, das Khanat Astrachan und das Khanat Sibir. Die Oberherrschaft über Russland konnte nicht mehr erhalten werden. Der Khan der Krim etablierte sich bald als einflussreicher Vasall des Osmanischen Reiches.
Das Osmanische Reich festigte und erweiterte seine Macht in Südosteuropa und Anatolien. Im Jahr 1453 eroberte Sultan Mehmed II. Konstantinopel, das zuletzt eine kleine Enklave in seinem Reich war, und machte es zur Hauptstadt seines Reiches. Nach Konstantinopel gelangte mit Trapezunt die letzte byzantinische Stadt unter osmanische Herrschaft. Durch weitere Feldzüge eroberten die Osmanen die Krim, das Fürstentum Walachei und sicherten ihre Herrschaft in Bosnien und Serbien. Innenpolitisch bauten die Sultane das osmanische Reich zu einem Zentralstaat aus und stärkten ihre neue Hauptstadt. Die ehemalige Kirche Hagia Sofia widmeten die Osmanen in eine Moschee um und schlossen ihr zahlreiche Schulen, Medressen, an. Da viele ehemalige Bewohner von Konstantinopel nach Italien geflohen oder umgekommen waren, förderten die Sultane den Zuzug nach Konstantinopel sowohl durch Vergünstigungen als auch durch Zwang. Die Stadt bekam einen islamischen Charakter. Ferner bauten sie ihre Zentralmacht aus, indem sie die mächtigen Familien Anatoliens schwächten. Zwar beruhte die Finanzierung der osmanischen Armee auf einer dem Lehnswesen ähnlichen Variante, doch verhinderte der regelmäßige Wechsel der Lehnsnehmer, dass diese sich eine Regionalmacht aufbauen konnten.

### Gesellschaft
In fast allen Gegenden Europas war der Adel die abgeschlossene Führungsschicht, in die man bis auf wenige Ausnahmen nur hineingeboren werden konnte. Die höchsten politischen Führungspositionen wurden durch Adelige besetzt. Der Adelsstand grenzte sich durch adelige Lebensweise, Außendarstellung und rituelle Zeremonien von der restlichen Bevölkerung ab. Dennoch kam es in diesem Jahrhundert insbesondere beim niederen Adel und der Ritterschaft zu Umbrüchen. Die sinkende wirtschaftliche Bedeutung der Landwirtschaft, die wirtschaftliche Basis vieler Adeliger, und die steigende Bedeutung von Infanterie und Fernwaffen zwangen viele Adelige zu Veränderungen. So bestritten einige ihren Lebensunterhalt durch Raubrittertum, andere verpflichteten sich als Söldner.
Die größte Schicht waren Bauern und Landarbeiter. Die Bauern waren durch Pachtverhältnisse und oft durch Herrschaftsgewalt abhängig von den adeligen Grundbesitzern. Zwar führten starke Erhöhungen der Abgaben zu lokalen Aufständen, doch blieb die Vorherrschaft des Adels unangefochten. Obwohl der weit überwiegende Teil der Bevölkerung auf dem Land blieb, wanderten zahlreiche Menschen in ganz Europa in die Städte ab. Diese versprachen ihnen mehr Freiheit und Entfaltungsmöglichkeiten. Die Städte beherbergten große Teile von Handwerk und Handel. Zwar gewährte die Stadt ihren Bewohnern mehr Freiheiten, doch die Stadtregierung lag in den Händen einer kleinen Schicht aus Handwerkern und vor allem Fernhändlern. Diese oligarchische Gruppe wurde in diesem Jahrhundert zunehmend geschlossener.

### Wirtschaft und Technik

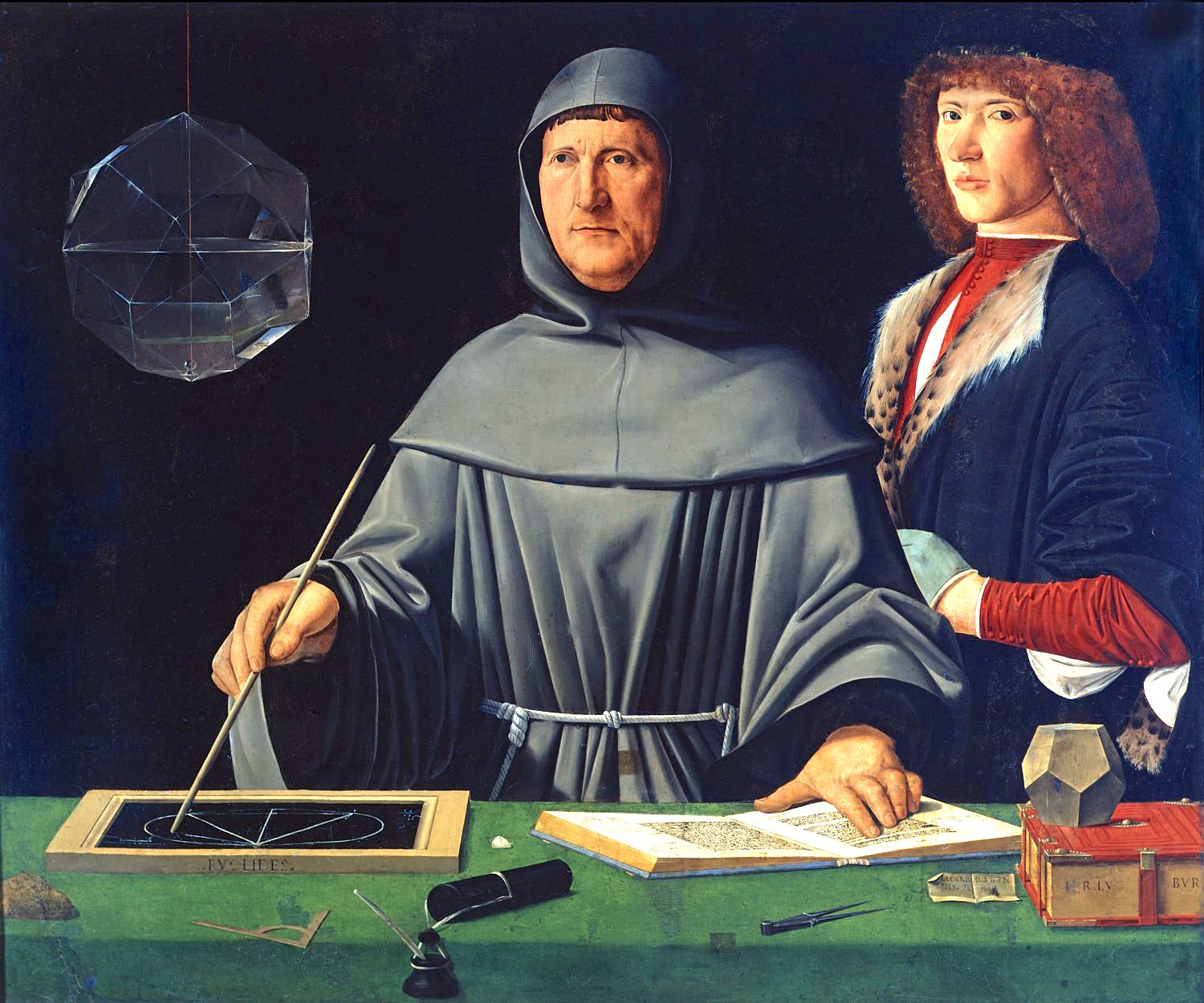
Porträt Luca Paciolis, dem Erfinder der doppelten Buchführung, gemalt von Jacopo de’ Barbari

Im 15. Jahrhundert veränderten sich die Wirtschaftsstrukturen Europas. Die Geldwirtschaft wurde für die europäischen Volkswirtschaften immer bedeutender. Mit ihr wuchs der Anteil von Handel und Handwerk an der Wirtschaftsleistung zu Lasten der Landwirtschaft. Der Feldbau konzentrierte sich auf ertragsstarke Böden und diversifizierte sich, wobei der Gemüseanbau anstieg. In einigen Regionen stieg die Weidewirtschaft, so wurden in Spanien und England zunehmend Schafe gehalten, um die Nachfrage der steigenden Textilproduktion zu bedienen. Auch der Konsum von Fleisch und Luxusgütern stieg. Leisten konnten sich diese Produkte neben den Adeligen vor allem die Handwerker und Händler in den Städten, die die Gewinner der Geldwirtschaft waren. Besonders in Italien entwickelte sich das Bankwesen weiter. Als Händler und später als Bankiers errangen einzelne Familien, wie die Fugger aus Augsburg und die Medici aus Florenz, auch große politische Macht. Stiegen Wirtschaftsregionen wie Flandern, Süddeutschland und Norditalien zu neuen Höhen auf, so erlebte der Wirtschaftsbund der Hanse den Beginn seines Abstiegs. Der Vielzahl von politischen Veränderungen im Ostseeraum und neuen Konkurrenten, wie den Niederlanden, konnten die Kaufleute der Hanse nur wenig entgegensetzen.
Die immer schwieriger zu erreichenden Lagerstätten von Mineralien förderten die Organisation des Bergbaus in Großbetrieben. Der vermehrte Einsatz von Technik, wie die Zerkleinerung des Gesteins durch wassergetriebene Pochwerke, erforderte einen immer größeren Einsatz von Kapital, das unter anderen von wohlhabenden Städtern in der Form von Bergwerksanteilen zur Verfügung gestellt wurde. Die Erfindung des Flügelspinnrades half der Textilindustrie, die steigende Nachfrage zu befriedigen. Die Weiterentwicklung und Verbreitung von Uhren, die ersten Tischuhren wurden entwickelt, prägte die höhere städtische Gesellschaft. Auf dem Schlachtfeld wurden immer innovativere Feuerwaffen, im Wesentlichen Kanonen, eingesetzt. Einige Territorialherren förderten Erfinder, indem sie ihre Erfindungen in ihrem Herrschaftsgebiet unter Schutz stellten.

### Religion und Kirche

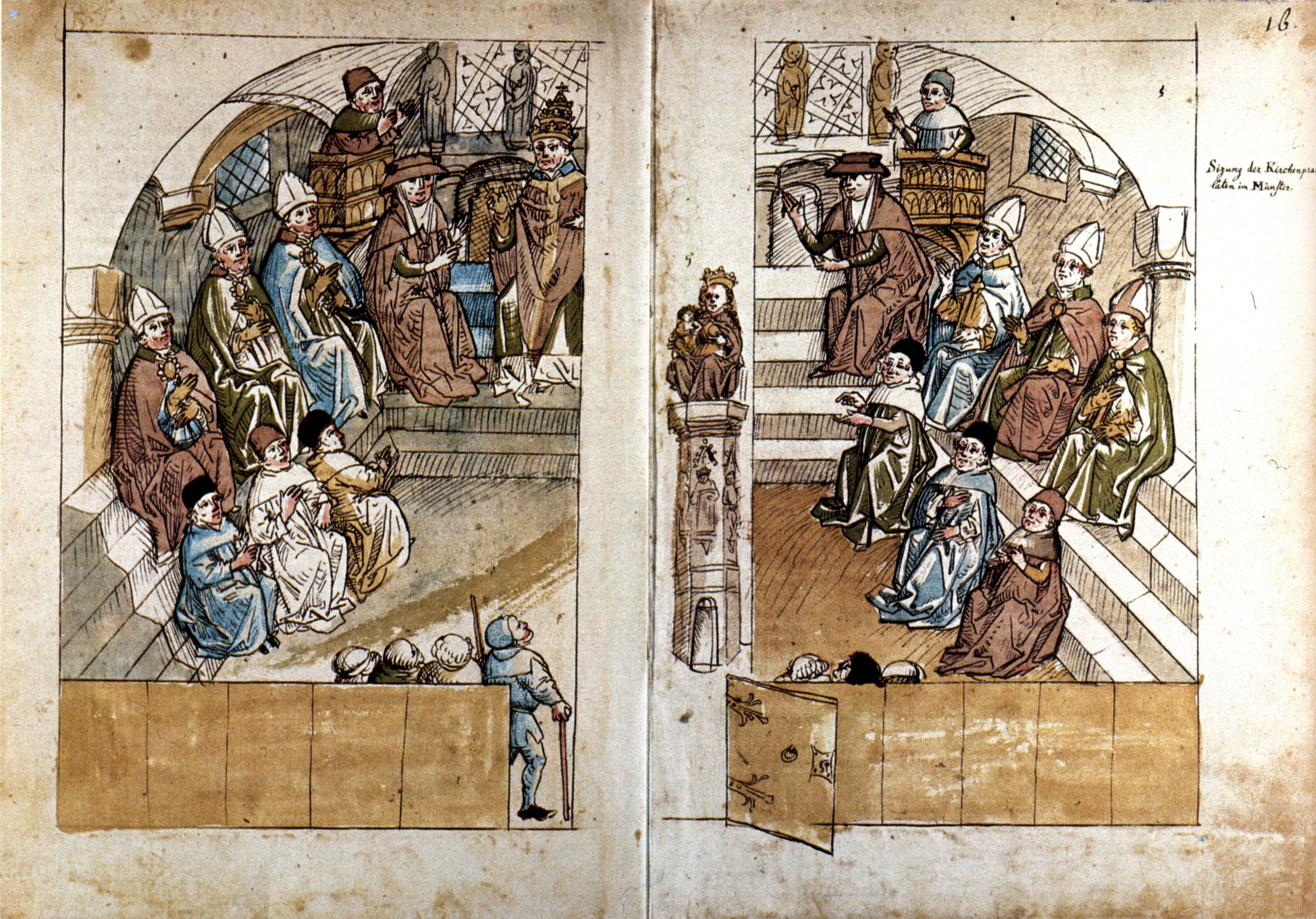
Konzilssitzung im Konstanzer Münster (aus der Chronik des Konzils von Konstanz des Ulrich Richental)

Die christliche Religion spielte im Leben vieler Europäer eine entscheidende Rolle. Vermittlerin des Glaubens blieb die römisch-katholische Kirche, die sich jedoch in diesem Jahrhundert in einer tiefen Krise befand. Seit dem vorherigen Jahrhundert war die Kirche in die Anhängerschaften von zwei konkurrierenden Päpsten gespalten. Viele Christen wollten diese Spaltung, die Großes Abendländisches Schisma genannt wird, durch eine Bischofsversammlung, Konzil, lösen. Nachdem der erste Versuch mit dem Konzil von Pisa noch zur Verschärfung der Spaltung geführt hatte, konnte das Konzil von Konstanz in den 1410er Jahren die Spaltung beenden. Eine grundlegende Reform der Kirche, die einige Teilnehmer anstrebten, konnte jedoch weder auf diesem noch auf dem nachfolgenden Basler Konzil durchgesetzt werden.
Ein bedeutender Tagesordnungspunkt der Konzile war die Auseinandersetzung mit der Hussitenbewegung. Die auf Jan Hus zurückgehende kirchliche Bewegung, die sich regional auf Böhmen und Mähren beschränkte, hatte in einigen Punkten andere Auffassungen über Theologie und kirchlichen Ritus. Nachdem der Versuch der gewaltsamen Unterdrückung der Bewegung durch die Verbrennung ihres Gründers und durch die Hussitenkriege gescheitert war, wurden die Hussiten in der zweiten Hälfte des Jahrhunderts von der übrigen Christenheit toleriert.
Im 15. Jahrhundert war eine Frömmigkeit weit verbreitet, die sich auf religiöse Rituale als solche konzentrierte und weniger an deren theologischem Inhalt interessiert war. Die Heiligenverehrung, der Reliquienkult und der Ablasshandel erreichten ein bisher nicht gekanntes Maß. Die steigende Nachfrage nach käuflichen Heilsprodukten durch die Gläubigen traf auf ein immer differenziertes Angebot der Kirche. Religiöse Übersteigerung und politisches Kalkül führten zu starken Juden- und Ketzerverfolgungen besonders in Spanien. Ferner stützte die Kirche zum Ende des Jahrhunderts die zunehmenden Hexenverfolgungen, die sie wenige Jahrhunderte zuvor noch als häretisch verdammt hatte. Die in den vorherigen Jahrhunderten entwickelte Systematisierung der Prozesse wurde durch den massiven Einsatz der Folter pervertiert. Die kirchlichen Missstände riefen eine zunehmende allgemeine Kirchenkritik hervor. Dem steigenden Bedürfnis die Bibel selbst zu lesen kam insbesondere die Erfindung des Buchdrucks mit beweglichen Lettern entgegen.

### Kunst, Kultur und Wissenschaft

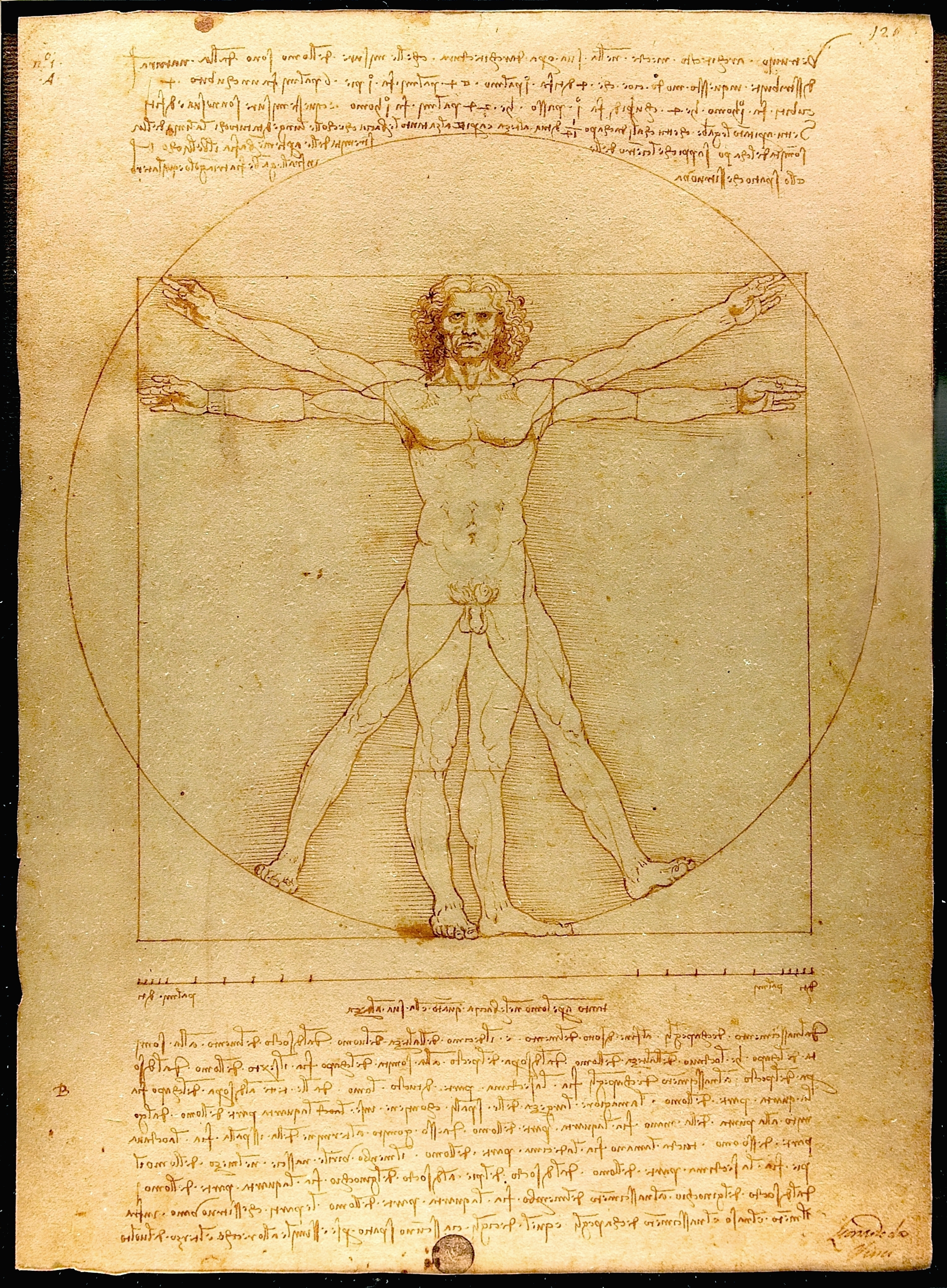
Der vitruvianische Mensch, Proportionsstudie von Leonardo da Vinci

Wie im 14. Jahrhundert so bildeten sich im 15. Jahrhundert immer mehr Laien fort. Der Bildungsvorsprung der Kleriker schmolz zunehmend. Mit der Anzahl der Menschen mit Lese- und Schreibfähigkeiten stieg gleichzeitig die Anzahl der Schriftstücke und Bücher stark an. Die Ausbreitung der Papiermühlen auch nördlich der Alpen und die Erfindung des Buchdrucks mit beweglichen Lettern förderten diese Entwicklung. Viele Schriftstücke wurden jetzt in den Sprachen der einzelnen Länder anstelle von Latein verfasst. Die schon im 14. Jahrhundert begonnene Gründungswelle von Universitäten setzte sich im 15. Jahrhundert fort. Zunehmend wurde die Lehrtätigkeit von freien Wissenschaftlern und von Laien übernommen. Es gab zahlreiche allgemeinbildende Schulen, die entweder von den Städten oder den Pfarrgemeinden betrieben wurden. Erwachsene wurden von Privatlehrern unterrichtet. Auch wenn sie stark wuchs, blieb die gebildete Schicht eine Minderheit.
Die Bildungsbewegung war ein Faktor für die Entstehung der Renaissance, die nach ihren Anfängen im 14. Jahrhundert in diesem Jahrhundert in Italien zur vollen Blüte gelangte. Die sich in der dichten Städtelandschaft Italiens ausbreitende Kultur grenzte sich vom bisherigen Mittelalter deutlich ab. Sie fand in der Entdeckung der Antike ihre Inspiration, wobei sie über die Antikenrezeption des Mittelalters weit hinausging. Die Darstellung und Entfaltung des Menschen als Individuum war für die Anhänger der Renaissance von zentraler Bedeutung. Freistehende Skulpturen von nackten Menschen entstanden und Maler malten erstmals Bilder mit Zentralperspektive. Naturbetrachtungen als auch Themen der antiken Sagenwelt wurden Themen der Kunst. Religiöse Motive, die die Kunst des Mittelalters dominierten, fielen zurück waren jedoch immer noch bedeutsam. Die Künstler, die diese Werke schufen, traten erstmals als Schaffende hervor. Ihre Namen wurden in der Öffentlichkeit publik, ihre Kreativität wurde gefeiert. Parallel mit der Renaissance entwickelte sich die Bildungsbewegung des Humanismus. Da viele Flüchtlinge aus Konstantinopel umfangreiche antike Literatur nach Italien brachten, stand den Humanisten ein vielfältigeres Angebot antiker Literatur zur Verfügung als den Gelehrten des Mittelalters.
Nördlich der Alpen fanden ganz eigenständige kulturelle Entwicklungen statt. Ein Schwerpunkt der Architektur lag in Süddeutschland, wo zahlreiche Kirchen und Häuser im spätgotischen Stil entstanden. In den reichen Regionen Flandern und Brabant blühte die Malerei auf. Aus den Ursprüngen der burgundischen Manuskriptmalerei entwickelte sich der eigenständige Stil des Realismus, der Elemente der mittelalterlichen Gotik als auch der Renaissance in sich vereinte. In der Musik wurde die Mehrstimmigkeit besonders in Brabant gepflegt und ausgebaut.

## Afrika
Im 15. Jahrhundert wurde die wirtschaftliche und politische Lage Nordwestafrikas zunehmend von den Aktivitäten europäischer Mächte beeinflusst. Portugal dehnte seinen Einfluss an der afrikanischen Atlantikküste immer weiter nach Süden aus. Diese Expansion sicherte es sowohl durch die Gründung zahlreicher Stützpunkte als auch durch die päpstliche Bestätigung seines Monopols auf diese Weltgegend ab. Portugal tauschte Fertigwaren, wie Textilien, gegen Gold und Sklaven ein. Einer seiner wichtigsten Handelspartner war das Reich Mali. Auf seine starken Herrscher des 14. Jahrhunderts folgten weniger durchsetzungsfähige Herrscher. Diese Schwäche nutzen insbesondere die Songhai aus und verdrängten das Reich vom Nigergebiet nach Westen. Mali, das den Zugang zu großen Goldvorkommen behielt, wandte sich weiter Portugal zu. Diese Zusammenarbeit schwächte wiederum den westlichen Transsaharahandel und mit ihm die marokkanischen Meriniden. Konnten sie zuvor die Einnahme vieler Seehäfen durch Portugal nicht verhindern, so führte die wirtschaftliche Schwäche zur Zersplitterung des Reiches in zahlreiche lokale Herrschaften. Weiter östlich dehnten die tunesischen Hassafiden ihr Reich nach Westen aus, doch vermochten sie der Eroberung ihrer Mittelmeerhäfen durch Kastilien nichts entgegenzusetzen

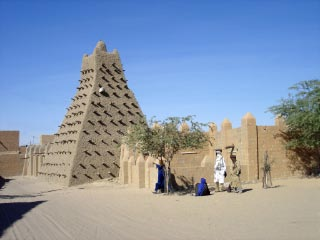
Sankore Moschee (Timbuktu)

Im Bereich des Nigerbogens errichteten die Songhai in der zweiten Jahrhunderthälfte ein mächtiges Handelsreich. Mit seiner gut organisierten Armee schaffte es ihr Anführer, Sonni Ali, große Gebiete rund um den Niger zu erobern. Dies schloss die bedeutenden Handelsstädte Gao und Timbuktu mit ein. Über die zentralen Landesteile übten die islamischen Herrscher des Songhaireiches ihre Macht direkt aus, während sie über andere Gebiete nur indirekt herrschten. Ihre direkte Herrschaft stützen sie auf eine hierarchische Administration mit ihnen an der Spitze. So waren sie in der Lage eine Vielzahl von Einkommensquellen zu erschließen. Ihre Förderung bewirkte, dass in den Handelszentren, insbesondere in Timbuktu, eine Gelehrtenschicht entstand, die in der gesamten islamischen Welt ein hohes Ansehen genoss.
Ägypten wurde von einer Gruppe von Mamluken regiert, die ferner Syrien und Teile der arabischen Halbinsel unter ihrer Kontrolle hatte. Die Mamluken, ehemalige tscherkessische Militärsklaven, einigten sich auf einen Sultan als Staatsoberhaupt, der das Land bis zu seinem Tod regierte. Nach einer Schwächephase in der ersten Jahrhunderthälfte, in der die Stämme Oberägyptens relativ autonom agierten erlangten die Mamluken in der zweiten Jahrhunderthälfte die Kontrolle über das ganze Land und schafften Stabilität.
Da die Nachkommen der Mamluken von der herrschenden Schicht ausgeschlossen wurden, sprechen Historiker von einer Ein-Generationen-Aristokratie. Die herrschenden Mamluken waren gleichzeitig Militärführer, die sich von der übrigen Bevölkerung klar ethnisch unterschieden und abgrenzten. Die Mamluken versorgten ihre Nachfahren oft mit Verwaltungsposten in religiösen Stiftungen, von denen sie zahlreiche gründeten. Viele dieser Stiftungen unterhielten Medressen. Diese Schulen zogen zahlreiche islamische Gelehrte aus aller Welt an, so dass Ägypten das führende Land der islamischen Gelehrsamkeit war. Auch wenn orthodoxe Lehren eine starke Stellung hatten, so förderten die Mamluken ferner den Sufismus und islamische Mystik.
Aufgrund der vielen Pestepidemien war die Landwirtschaft, die in den vorherigen Jahrhunderten eine sehr wichtige wirtschaftliche Rolle spielte, geschwächt. Die Mamluken profitierten vom Gewürzhandel über den Indischen Ozean. Dieser gewann dadurch Bedeutung, dass die Handelsrouten über das asiatische Festland in diesem Jahrhundert durch Kriege zum Erliegen kamen.

## Asien

### West- und Zentralasien
Im Jahr 1405 starb Timur, der zu seinen Lebzeiten ein Herrschaftsgebiet vom Euphrat bis zum Hindukusch erobert hatte. Sein Sohn und Nachfolger Sährukh regierte das Timuridenreich in der ersten Jahrhunderthälfte. Während seine Herrschaft bis in die 1430er Jahre ungefährdet war, wehrte er danach die Angriffe verschiedener Nomadengruppen im Osten seines Reiches ab. Nach seinem Tod konnte sich kein Timuride mehr im Gesamtreich durchsetzen. Kriegerische innere und äußere Auseinandersetzungen bestimmten die Politik.
Die Timuriden verliehen das Steueraufkommen bestimmter Gebiete an Familienmitglieder und Getreue, die dafür Kriegsdienst leisten mussten. Die Lehnsinhaber erlangten in diesem Jahrhundert ergänzend die administrativen und richterlichen Befugnisse über ihr Gebiet. Während die Militärverwaltung von türkischstämmigen Amtsträgern ausgeübt wurde, lag die Zivilverwaltung in den Händen iranisch stämmiger Staatsdiener.
Die Bevölkerung hing einem heterogenen islamischen Volksglauben an, dessen Vermittler verschiedene Derwischgemeinschaften waren. Die orthodoxen sunnitischen Gelehrten konnten den vielen heterodoxen und schiitischen Glaubensgemeinschaften nichts entgegensetzen. So erlangte zum Jahrhundertende die schiitische Bewegung der Safawiyeh zunehmend an Bedeutung. Im folgenden Jahrhundert übernahmen diese die Macht und machten den Zwölferschia Islam zur führenden Religion des Irans, was er bis heute blieb.
Die Timuriden förderten Kultur und Wissenschaft in ihren wichtigsten Städten Samarkand und Herat. Die prächtige Ulugbek-Madrasa in Samarkand, die von Handwerkern aus dem ganzen Reich errichtet wurde, zog zahlreiche Gelehrte an.

### Der indische Subkontinent

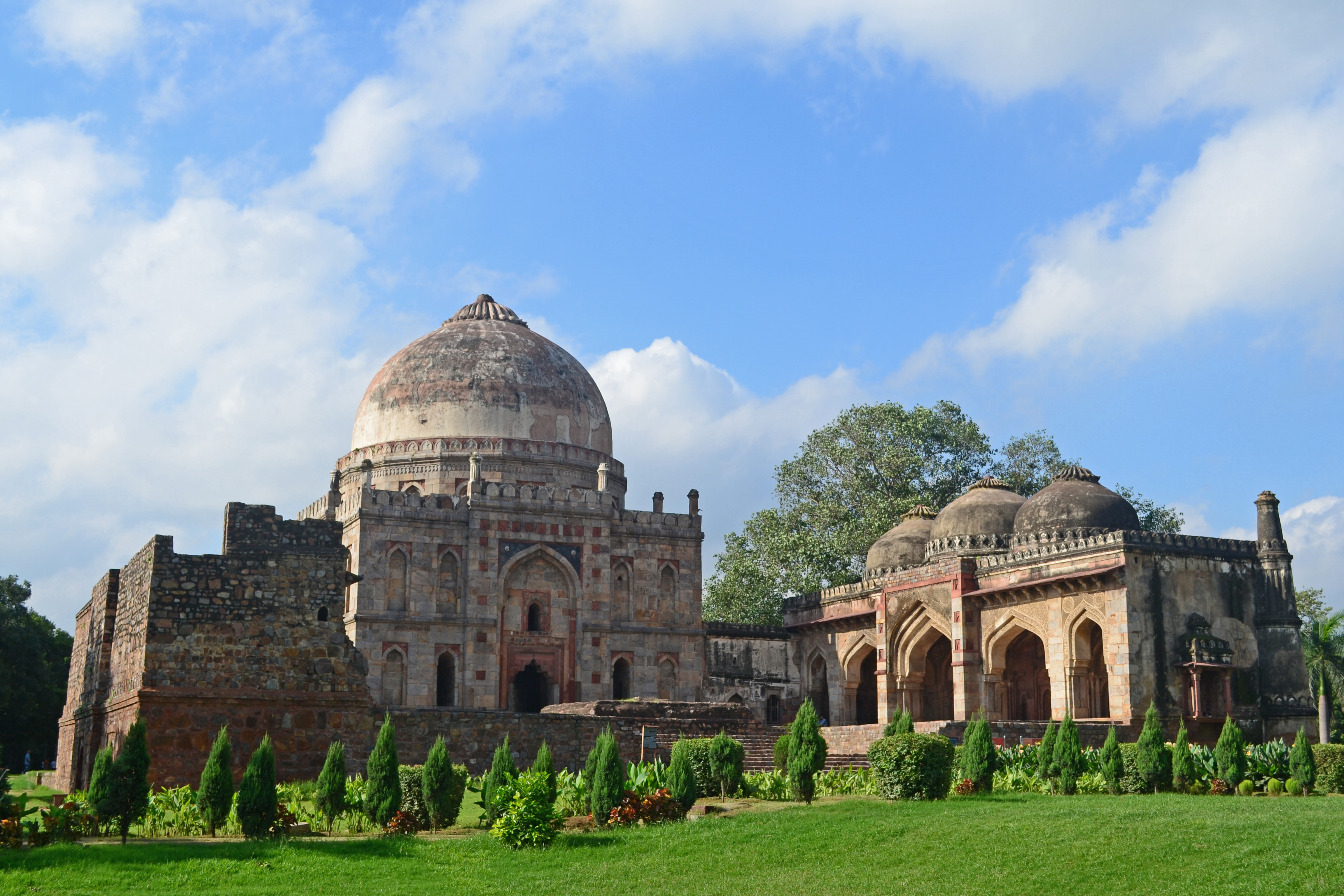
Bara-Gumbad und Moschee in den Lodi-Gärten, Delhi

Durch die Plünderung Delhis im Jahr 1399 war die Herrschaft des Delhi-Sultanats für mehrere Jahre zerstört. In der ersten Jahrhunderthälfte begannen mehrere Sultane von Delhi wieder eine bescheidene Machtbasis aufzubauen. Eine größere Bedeutung erlangte das Sultanat erst wieder unter der Dynastie der Lodi-Sultane. Durch mehrere Kriegszüge bauten sie das Delhi-Sultanat in der zweiten Jahrhunderthälfte wieder zur bedeuteten Regionalmacht Nordindiens aus. Die Lodis errichteten die berühmten Lodi-Gärten in Delhi.
Südlich des Delhi-Sultanats erstreckten sich mehrere Sultanate in Zentralindien, von denen das Bahmani-Sultanat das Mächtigste war. Dieses hatte sich im vorherigen Jahrhundert vom Delhi-Sultanat abgespalten. Wie auch in den anderen Sultanaten herrschte eine muslimische Oberschicht, meist aus Einwanderern, über eine Mehrheit von Hindus. An den Höfen der Sultane entfaltete sich eine Kultur, die indische und persische Elemente vereinte. Die Sultane förderten die Malerei und die Entfaltung der indischen Regionalsprachen. Die Prachtentfaltung der muslimischen Oberschicht bezahlte die hinduistische Unterschicht mit großer Armut und Entbehrungen.
Neben den muslimischen Reichen entfalteten sich ferner zwei hinduistische Reiche auf dem Subkontinent. Der Süden wurde vom Königreich Vijayanagar beherrscht. Dieses förderte die Weiterentwicklung der hinduistischen Kultur.

### China

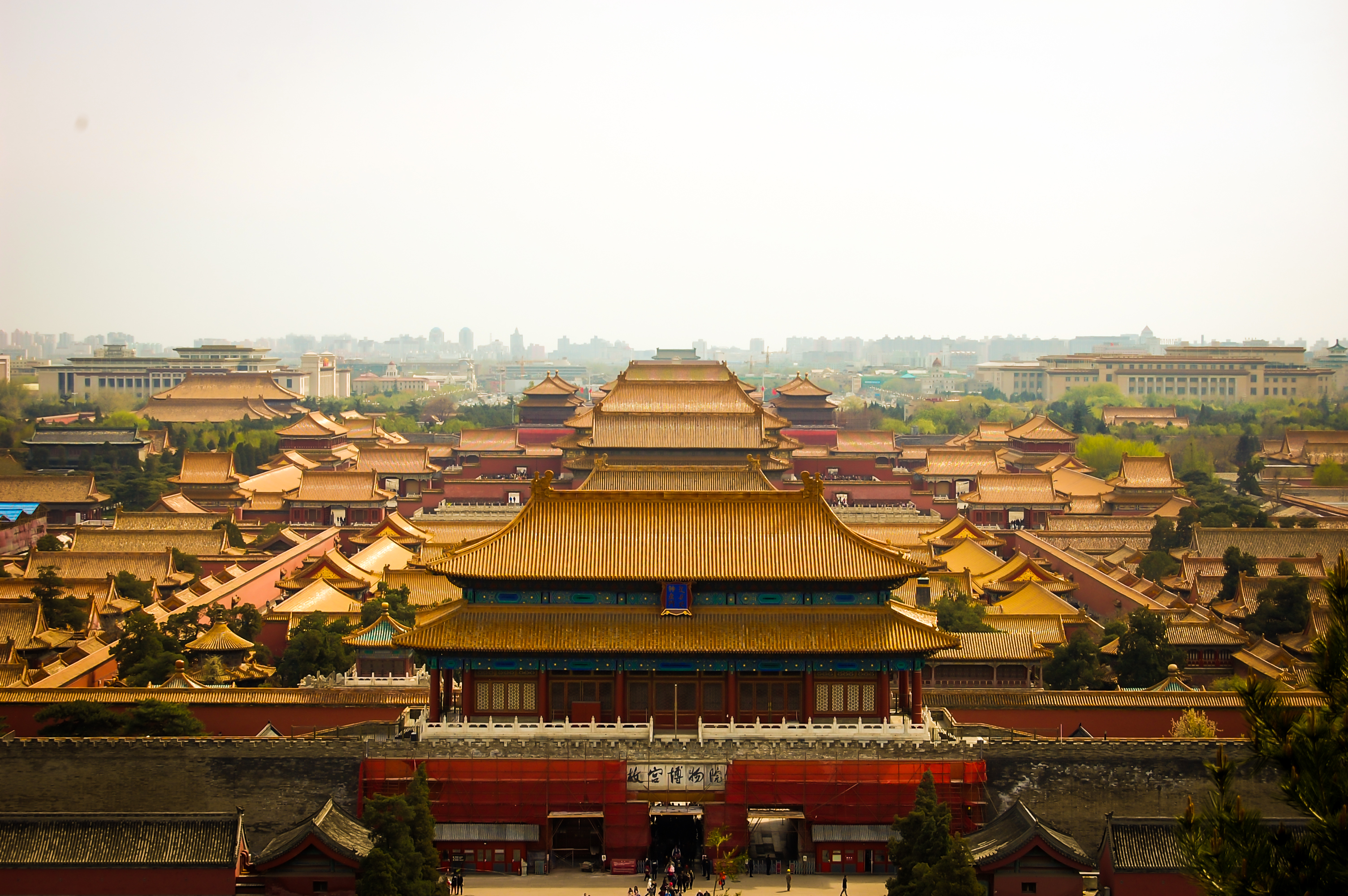
Ausblick auf die Verbotene Stadt

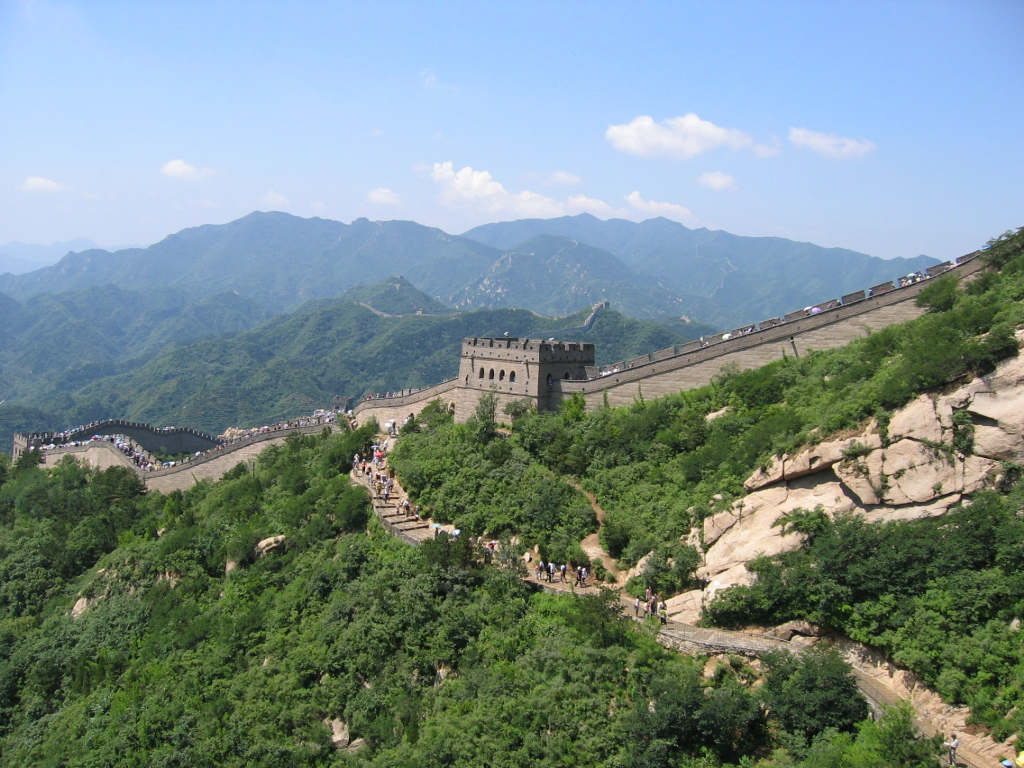
Chinesische Mauer

Das größte und mächtigste Reich des ostasiatischen Festlandes war das chinesische Kaiserreich, auch wenn es mit vier Millionen km² wesentlich kleiner war als die heutige Volksrepublik China. An seiner Spitze standen im gesamten Jahrhundert die Kaiser der Ming-Dynastie. Zu Beginn des Jahrhunderts stürzte der Onkel des Kaisers seinen Neffen vom Thron. Eine wichtige Rolle in der Politik des neuen Kaisers, der sich Yongle nannte, spielte die Absicherung und Legitimation seiner Herrschaft, da er diese durch einen Umsturz und nicht durch legitime Nachfolge gewonnen hatte. Er verlegte die Hauptstadt von Nanjing nach Peking. Dort errichtete er einen großen Kaiserpalast im Stadtzentrum, die Verbotene Stadt. Der Sicherung seiner Herrschaft dienten auch Kriegszüge gegen die Nachbarn, die Mongolen im Norden und die Vietnamesen im Süden. Zur Legitimierung der Ming-Herrschaft organisierte und befehligte der Eunuch Zheng He sieben Seereisen einer kaiserlichen Flotte mit zahlreichen Schiffen. Diese Reisen führten durch den Indischen Ozean bis an die Küsten Ostafrikas. Mit Geschenken und Gewaltandrohung machten die Chinesen zahlreiche Herrscher zu meist nur formellen tributpflichtigen Vasallen. Dadurch sah sich der Kaiser als Regent des Reiches der Mitte bestätigt. Aufgrund der erheblichen Belastung der Reisen für den Staatshaushalt wurden die Reisen 1433 eingestellt und die Flotte abgewrackt.
Die nachfolgenden Kaiser waren nicht so stark wie die ersten Ming-Kaiser. Steuerte Yongle die wesentlichen Regierungsgeschäfte noch selbst, so überließen seine Nachfolger die Regierungsgeschäfte weitgehend einer Gruppe von Beratern und Beamten. Im Jahr 1449 erlitt die chinesische Armee eine verheerende Niederlage gegen die Mongolen. Die zunehmende Bedrohung durch ihre nördlichen Nachbarn veranlasste die chinesischen Kaiser ab 1470 einen steinernen Schutzwall zu bauen, der heute das Bild der Chinesischen Mauer prägt.
Zu Beginn des Jahrhunderts war China stark von den konfuzianisch geprägten Ideen des ersten Ming-Kaisers beeinflusst. Die Verwaltung des Reiches erfolgte durch eine hierarchisch organisierte Beamtenschaft. Sie setzte sich aus Kandidaten zusammen, die die äußerst selektiven Beamtenprüfungen bestanden hatten. Prüfungsinhalt waren die neokonfuzianischen Lehren des Zhu Xi. Eine Landreform zugunsten von Kleinbauern und eine Steuerreform, die Naturalabgaben und Arbeitsleistungen den Vorzug vor Geldleistungen gab, vergrößerten Chinas Agrarsektor. Dagegen schrumpften Handel und Handwerk durch die Regulierungen der Regierung. Mit der Beschränkung des Geldverkehrs auf Papiergeld wollten die Kaiser den Geldverkehr unter ihrer Kontrolle halten.
Diese Strukturen veränderten sich im Laufe des Jahrhunderts. Politisch erlangten sowohl die Eunuchen am kaiserlichen Hof als auch die lokalen Eliten ein größeres Gewicht. Nach dem Tod Kaiser Yongles übernahmen die Eunuchen und Gruppen um die kaiserliche Familie mehr und mehr die Regierungsgeschäfte, standen jedoch oft im Gegensatz zur Beamtenschaft. Da die Administration auf lokaler Ebene gering ausgeprägt war, verschafften sich lokale Großgrundbesitzer, Kaufmannsfamilien und andere Eliten immer umfangreichere Privilegien. Dadurch nahm die wirtschaftliche Ungleichheit stark zu. Andererseits wurden Handel und Handwerk gestärkt und die Wirtschaft wurde immer arbeitsteiliger. Ein starkes Wirtschaftswachstum wurde durch ein rapides Bevölkerungswachstum genährt. Das kaiserliche Verbot der Schifffahrt verringerte den Seehandel, er blieb dennoch ein wichtiger Faktor in der Wirtschaft der Küstenstädte.

### Ost- und Südostasien
An der Spitze Koreas standen die Könige der Joseon-Dynastie. Sie herrschten über eine undurchlässige Ständegesellschaft, bei der der Stand durch die Geburt bestimmt wurde. Zwar erfolgte die Ämterbesetzung durch ein Prüfungssystem, jedoch bestimmte die Standeszugehörigkeit den Zugang zu den Prüfungen. Die Einschränkung der Bewegungsfreiheit der unteren Schichten, unter denen die große Gruppe der Sklaven die wenigsten Rechte hatte, wurde durch ein Erkennungsmarkensystem verstärkt. Die Oberschicht stand in einem ständigen Machtkampf mit den Königen, wobei abwechselnd die eine oder andere Seite die Oberhand gewann. Der von großen Teilen dieser Gruppe propagierte Neo-Konfuzianismus drängte die Bedeutung des Buddhismus stark zurück. Ihre Angehörigen kultivierten die Literatur und Philosophie, die mit zahlreichen Schriften eine Blüte erreichten. Starke Impulse zur Alphabetisierung gingen von der Entwicklung der koreanischen Schrift zum Ende des Jahrhunderts aus.

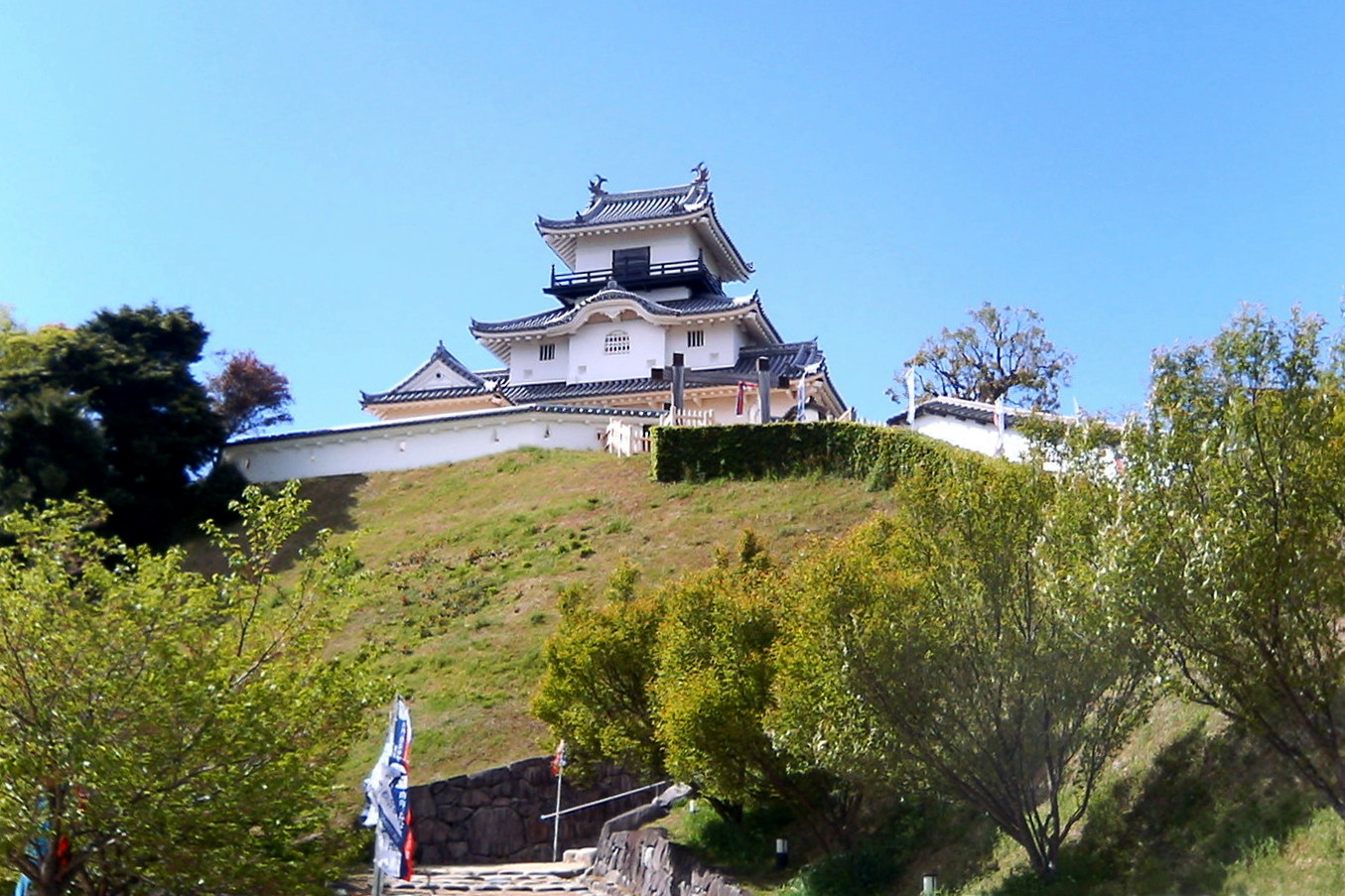
Japanische Burg Kakegawa

Mächtigste Herrscher auf den japanischen Inseln waren zu Beginn des Jahrhunderts die Shougune der Ashikaga Familie. Mit ihrer Machtergreifung im vorherigen Jahrhundert begründete die Familie die Muromachi-Zeit. Die Kaiser, von denen sie formal abhing, hatten sie entmachtet. Die Shougune stützen sich auf die lokalen Provinzgouverneure, die jedoch nur teilweise loyal waren. Mit der Öffnung des Handels zum chinesischen Kaiserreich fand in Japan eine Umstrukturierung zur Geld- und Marktwirtschaft statt. Die damit einhergehenden gesellschaftlichen Umbrüche führten zu Schwächung der Shougune. Die Ashikaga Familie ging schließlich im Ōnin-Krieg, den ihre Thronstreitigkeiten 1467 auslösten, unter. Dieser zehnjährige Krieg zweier Vasallenfamilien führte zu großen Bevölkerungsverlusten und Zerstörungen. Sein Ende markiert den Beginn der Sengoku-Zeit, in die japanischen Inseln in zahlreiche kleine Herrschaftsbereiche zersplittert waren. Diese wurden von Feudalherren, Daimyos, beherrscht, die sich auf ihren Landbesitz und ihre lokale Militärmacht stützen.
In Südostasien setzten sich die im vorherigen Jahrhundert begonnenen Umbrüche fort. Dabei wurde der Hinduismus zum einen auf dem Festland durch den Buddhismus zum anderen auf den Inseln durch den Islam bis auf wenige Enklaven verdrängt. Auf dem Festland festigten sich im Westen die beiden birmanischen Reiche und weiter östlich expandierte das Thai-Königreich Ayutthaya. Letzteres war eine starke Handelsmacht und stand in Rivalität zum Sultanat von Malakka. Die am östlichsten gelegene Regionalmacht Vietnam konnte ihre Stellung am Anfang des Jahrhunderts durch einen militärischen Sieg gegen die Chinesen behaupten. Danach eroberten die vietnamesischen Armeen das südlich gelegene Königreich Cham und drangen weiter in das Gebiet des heutigen Laos vor. Im maritimen Südostasien wurde Malakka zum wichtigsten Umschlagplatz für den Handel, da der Hafen gut geschützt war, ein liberales Recht herrschte und es ausreichenden Zugang zu Trinkwasser gab. Die Konvertierung der malaysischen Bevölkerung zum Islam stand am Anfang einer Welle, bei der zahlreiche islamische Sultanate auf den Inseln entstanden. Eine tragende Säule der Missionierungen waren die islamischen Kaufleute, die schon in den vorherigen Jahrhunderten auf den Inseln siedelten. Die auf Java gelegene Thalassokratie Majapahit blieb das letzte bedeutende hinduistische Reich im maritimen Südostasien.

## Amerika
Auf dem amerikanischen Kontinent expandierten zwei Reiche, die Azteken in Mexiko und die Inka in Südamerika zu großen Regionalmächten. Im übrigen Amerika lebten viele kleine Gemeinschaften von sesshaften Bauern bis hin zu Nomaden.

### Azteken

Die Expansion der aztekischen Herrschaftsbereich im 15. bis zum Beginn des 16. Jahrhunderts unter den einzelnen Regenten.
Itzcóatl (1427–1440)
Moctezuma I. (1440–1469)
Axayácatl (1469–1481)
Tízoc (1481–1486)
Ahuízotl (1486–1502)
Moctezuma II. (1502–1519)

Im Tal von Mexiko begann 1427 mit dem Zusammenschluss der Städte Tenochtitlán, Texcoco und Tlacopán der Aufstieg des Aztekenreiches. Die Expansion der kriegerischen Azteken erfolgte durch Gewalt. Meist regierten sie die unterworfenen Gebiete nicht direkt, sondern etablierten loyale Herrscher und festigten ihre Herrschaft durch Heiraten. Von den unterworfenen Völkern pressten sie Tribute ab, die in die drei Hauptstädte flossen. Zur Blütezeit der Azteken wuchs ihre größte Stadt Tenochtitlán auf 300.000 Einwohner an. An der Spitze von Tenochtitlán stand ein Monarch, der aus dem Hochadel stammte. Dieser besaß große Vermögen und hatte bestimmte Vorrechte. Oft arbeiteten für ihn abhängige Bauern. Die niedrigste Schicht bildeten die unfreien Sklaven, deren Status nicht erblich war.

### Inka

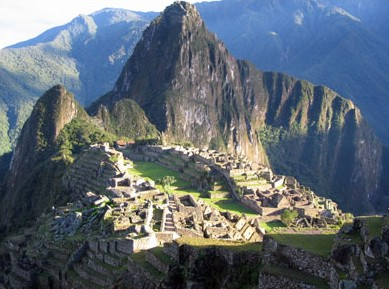
Inka Stadt Machu Picchu

Die Inka hatten in den vorherigen Jahrhunderten ein kleines Reich um die Stadt Cusco im heutigen Peru durch Eroberungen aufgebaut. Im ersten Drittel des Jahrhunderts begann der Inkaherrscher Pachacútec Yupanqui eine Welle von Eroberungszügen, die seine Nachfolger im ganzen Jahrhundert fortsetzten. Am Ende des Jahrhunderts herrschten die Inka über ein Reich vom heutigen Chile bis nach Kolumbien.
Die Inkagesellschaft war in viele Verwandtschaftsgruppen gegliedert, die nach einem hierarchischen System geordnet waren. Eroberte Völker wurden in diese Hierarchie auf niedriger Stufe eingebunden. Die Wirtschaft im Inkareich basierte vorwiegend auf Landwirtschaft, die im Gegensatz zu den Wirtschaften Asiens, Europas und Afrikas keine Nutztiere kannte. Auch das Handwerk war geringer ausgeprägt als auf den anderen Kontinenten. Mit der Eroberung durch die Inka wurde das vielfältige System des freien Handels durch ein staatlich gelenktes Handelssystem ersetzt. Überschüssige Handelsgüter wurden an zentralen staatlichen Stellen abgegeben und von dort aus verteilt. Zur Aufrechterhaltung dieses Handelssystems betrieben die Inka eine Bürokratie, die einen umfassenden Zensus der Bevölkerung einschloss. Zur Förderung des Handels errichteten und erweiterten die Inka das Netz von Handelsstraßen, von denen die Längste über 5.000 Kilometer lang war.

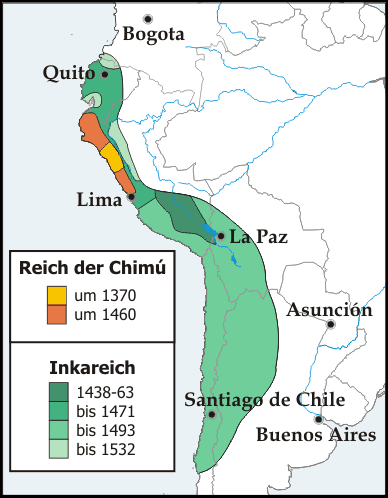
Die Ausdehnung des Inka- (grüntöne) und Chimúreiches (gelb bzw. ockerfarben)

## Persönlichkeiten
- Jeanne d’Arc war eine französische Nationalheldin, die dem französischen Thronfolger zum Sieg über Engländer und Burgunder verhalf. Dieser läutete die Wende im Kriegsverlauf des Hundertjährigen Krieges ein.
- Christoph Kolumbus war ein Seefahrer in kastilischen Diensten, der den Europäern den Seeweg zu den amerikanischen Kontinenten erschloss.
- Vasco da Gama entdeckte den Seeweg von Europa nach Indien, der die Basis für das portugiesische Kolonialreich und dessen Handelsmacht im 16. Jahrhundert war.
- Johannes Gutenberg gilt als Erfinder des modernen Buchdrucks mit beweglichen Metalllettern und der Druckerpresse. Seine Erfindung ermöglichte eine Medienrevolution.
- Leonardo da Vinci war ein italienischer Universalgelehrter. Auf den Gebieten der Malerei und der Wissenschaft waren seine Leistungen und Entdeckungen für die Renaissance prägend. Sie beeinflussten viele Künstler und Wissenschaftler nachfolgender Generationen.
- Mehmed II. war ein osmanischer Sultan, der 1453 Konstantinopel eroberte.
- Sonni Ali führte das Songhaireich zur Regionalmacht in Afrika.
- Der chinesische Kaiser Yongle verlegte die chinesische Hauptstadt nach Peking, wo er die Verbotene Stadt errichten ließ.
- Zheng He führte im Auftrag des chinesischen Kaisers mehrere Seereisen mit der größten Flotte seiner Zeit durch.
- Pachacútec Yupanqui initiierte die Expansion des Inkareiches über große Teile Südamerikas.